# Monachisme chrétien
 (février 2022).
Si vous disposez d'ouvrages ou d'articles de référence ou si vous connaissez des sites web de qualité traitant du thème abordé ici, merci de compléter l'article en donnant les références utiles à sa vérifiabilité et en les liant à la section « Notes et références ».

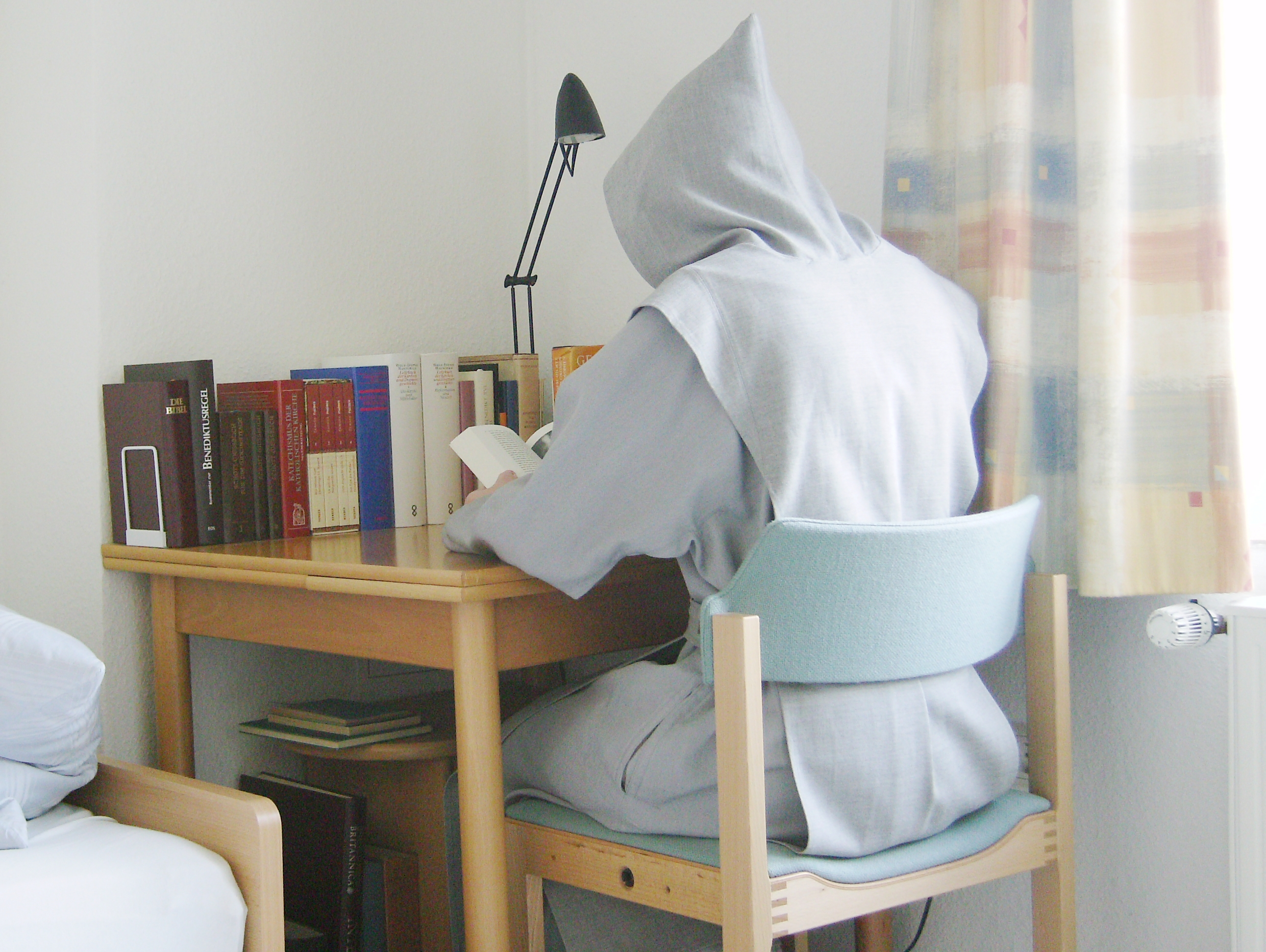
Un Trappiste à la lecture dans sa cellule.

Le monachisme chrétien est pratiqué de l'Antiquité jusqu'à nos jours. Il trouve son origine dans la tradition évangélique et les pratiques spirituelles orientales. Les moines et les moniales, au sein d'un ordre monastique, suivent en général une règle dont la plus ancienne est la règle de saint Augustin et la plus répandue celle de saint Benoît ; ces deux règles, et leurs nombreuses interprétations, ont justifié des modes de vie et d'organisation variés.
La vie monastique, le plus souvent au sein d'un monastère ou d'un couvent, qui peut être une abbaye lorsqu'il est dirigé par un abbé ou une abbesse (de l'araméen abba, père), connaît deux formes principales : le cénobitisme (vie en communauté) et l'érémitisme (du grec eremos, désert : vie en solitude).

## Origines du monachisme chrétien
Plusieurs hypothèses existent pour expliquer la naissance du monachisme chrétien. Les origines sont probablement multiples (d'ordre religieux, social) et les approches nombreuses (d'ordre historique ou théologique, anthropologique ou sociologique), ce qui explique que les auteurs proposent des hypothèses diverses qui établissent des rapprochements, des rapports de filiation ou d'influence.
Dans son Histoire ecclésiastique, l'auteur chrétien du IVe siècle, Eusèbe de Césarée, décrit les Therapeutae (membres d’une secte juive hellénisée vivant dans des monasterium au voisinage d'Alexandrie) de Philon comme les premiers moines anachorètes chrétiens, identifiant leur renonciation à la propriété, leur chasteté, leurs jeûnes et leurs vies solitaires à l'idéal cénobitique des moines chrétiens. Jean Cassien fait remonter à l'apôtre Marc les anachorètes dont les Thérapeutes seraient les réalisateurs. Cette hypothèse de continuité historique entre les Thérapeutes et les moines est invalidée car la communauté juive d'Alexandrie est détruite au début du IIe siècle.
Une deuxième hypothèse formulée par Jean Cassien voit l'origine du cénobitisme dans la communauté primitive de Jérusalem dans les Actes des apôtres. Cette hypothèse fragile repose sur la vision idéalisée de cette communauté, les fondateurs du monachisme ayant voulu se placer dans sa continuité pour retrouver l'idéal de sociabilité chrétienne. Or cette communauté à Jérusalem était urbaine, mixte et missionnaire alors que les premières formes de communauté cénobitique étaient rurales, masculines et coupées du monde.
Une troisième hypothèse martyrologique veut qu'avec la Paix de l'Église les moines prennent le relais des martyrs pour incarner, par l'ascèse, la sainteté. Cette filiation est difficile à établir car les premiers moines apparaissent avant la fin de la persécution des chrétiens et font ce choix de vie alors que les martyrs subissent.
Une quatrième hypothèse voit dans la naissance du monachisme le développement d'une veine ascétique attestée dans le christianisme dès l'origine, notamment dans l'encratisme gnostique. Cette hypothèse séduisante soulève la question d'expliquer pourquoi le monachisme n'est apparu qu'au IIIe siècle.
Une cinquième hypothèse, émise par Peter Brown en 1983 dans Genèse de l'Antiquité tardive, suggère que les premiers moines ont exploité un dysfonctionnement des relations sociales et surtout du rapport au sacré. Ils remplacent les prêtres dans leurs fonctions d'interlocuteurs directs de la divinité. Paradoxalement, ils exercent un attrait croissant sur le monde (les gens venant les consulter) à mesure qu'ils cherchent à le fuir. Cependant, cette hypothèse explique plus l'essor du monachisme que son origine.
Une dernière hypothèse fait appel à des motivations multiples pour expliquer le renoncement aux biens terrestres et la retraite au désert : échapper à la misère sociale (« la pauvreté remplissait-elle alors les monastères plus que le chômage aujourd'hui ? »), au mariage, au juge, au percepteur, aux persécutions antichrétiennes…

## Diversité des ordres
La diversité des règles, leur souplesse d'interprétation et les buts religieux ou apostoliques poursuivis, a créé au cours de l'histoire la grande diversité des ordres monastiques :
- Les ordres hospitaliers : à la suite de l'officialisation de l'ordre de Saint-Jean de Jérusalem en 1113, qui prévoyait dans ses statuts le prononcé d'un quatrième vœu, en plus de ceux de pauvreté, de chasteté et d'obéissance, celui de « servir nos seigneurs les malades à l'égal de Notre Seigneur », le soin aux malades, aux nécessiteux est devenu un choix apostolique courant, sans que ce quatrième vœu soit toujours prononcé .
- Les ordres militaires : avec les croisades et la Reconquista, la défense de la chrétienté les armes à la main devient une question théologique réglée par le concile de Troyes en 1129 et l'officialisation de l'ordre du Temple. La fonction des milices chrétiennes remplie à l'origine par des laïcs est alors reprise par des moines-soldats avant que la réappropriation par des laïcs permette plus tard le développement des ordres de chevalerie .
- Les ordres contemplatifs : à l'exemple des moines de Notre Dame du Mont-Carmel reconnus en 1226, qui après la perte de la Terre sainte, se replient en Occident à partir de 1238 en répandant leurs habitudes de vie d'ermites qu'ils avaient dans les grottes du Mont Carmel. Des femmes attirées par la prière se mettent sous leur direction pour créer un ordre de carmélites en 1452 que Sainte Thérèse d'Avila réformera.

Même s'ils ne sont pas des ordres monastiques, ils s'en rapprochent par certaines de leurs pratiques : 
- Les ordres mendiants : ils dépendent de la charité publique pour vivre. En principe, ils ne possèdent ni individuellement ni collectivement de propriété. Apparus avec le développement des villes et des Universités, ces ordres vivent dans des couvents établis en milieu urbain et se différencient des ordres monastiques en ce qu'ils joignent vie contemplative et vie apostolique. Ce sont des religieux mais pas des moines. Ils ont fait le choix d'une pauvreté radicale pour témoigner de l'Évangile. On peut citer, entre autres, les Franciscains, (Ordre des frères mineurs, portent un habit brun), fondés en 1209, les Carmes, (Ordre du carmel ou Carmes, portent un habit marron), fondés en 1206-1214, les Dominicains (Ordre des Prêcheurs, portent un habit blanc), les Augustins (Ermites de saint Augustin, portent un habit noir), fondés en 1256.

## Monachisme chrétien oriental

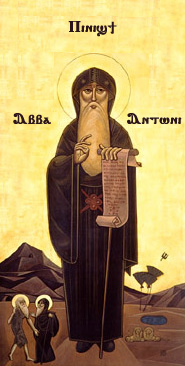
Saint Antoine le Grand.

Le monachisme est né au IIIe siècle en Égypte où se développe essentiellement un érémitisme dans le désert (illustré notamment par les Pères du désert dans le Scété et dont les Apophtegmes y décrivent leur vie spirituelle), ainsi qu'en Syrie et en Mésopotamie araméophones où le monachisme communautaire est plus urbain ou villageois, notamment avec les « Fils et Filles du Pacte (en) » (expression d'Éphrem le Syrien) peu distinguables du clergé des villes et des villages, d’où le nom de protomonachisme (représenté par exemple par Jacques de Nisibe, les Euchites) pour désigner ce « premier ascétisme » qui émerge du judéo-christianisme et est marqué par le mouvement des Esséniens et des Manichéens. Le monachisme connaît un premier essor au IVe siècle.
Les premiers moines apparaissant en Égypte ont un premier foyer au sud d’Alexandrie, marqué par la figure d'Antoine : face à une vie dans la cité qu'il considère pleine de péchés, il choisit de s'en détacher et vit dans le désert, constituant un des premiers exemples d'anachorète. Sa vie dans le désert et son exemple a progressivement influencé des disciples qui vivaient comme des ermites à proximité mais pas en véritable communauté avec lui. L'un d'eux, Paul l'Ermite (également connu sous le nom de Paul de Thèbes, 226/227 à 341), vivait dans une solitude absolue pas très loin d'Antoine et était même considéré par ce dernier comme un moine parfait. Paul était allé dans le désert avant Antoine, mais pour échapper à la persécution plutôt que dans le but de poursuivre Dieu. Ce type de monachisme est appelé érémitique ou « semblable à l'ermite ».
Leur acte, comme ensuite celui de Pacôme le Grand, est une rupture politique et sociale, non seulement au niveau de la structure de la famille, mais aussi sur l'idéal de la cité que l'on trouve dans le monde gréco-romain dont l'Égypte faisait partie. Pour ces raisons, les ermites et leurs ruptures ne furent pas immédiatement compris par les villageois ; par la suite, bien loin d'être ostracisés, ils reçurent le soutien de la population. L'évêque d'Alexandrie saint Athanase popularise la figure d'Antoine, considéré comme le fondateur du monachisme dès le lendemain de sa mort en 357 en rédigeant le « récit » de sa vie. Ce « récit circule à travers tout le monde chrétien, qu'il soit d'expression grecque, latine ou araméenne ».
L'érémitisme en Basse Égypte, premier grand foyer du monachisme, précède de peu le cénobitisme, c'est-à-dire une vie d'ermite mais dans un cadre de communauté, qui est le second foyer se développant en Haute Égypte. Il semble que le vrai fondateur du mode de vie cénobitique soit Pacôme le Grand. Celui-ci pense, en effet, que « la solitude est dangereuse », car elle peut conduire au désespoir ou au suicide : mieux vaut se grouper pour survivre. Les moines sont seuls dans leur cellule et se retrouvent pour les repas. Et finalement, c'est la vie commune qui l'emporte : « si tu tombes et que tu es seul, il n'y aura personne pour te relever ». Au début du IVe siècle, il établit une première communauté à Tabennèse, une île sur le Nil à mi-chemin entre Le Caire et Alexandrie. Il fonde huit autres monastères dans la région au cours de sa vie, totalisant 3 000 moines.
Les moines vivent dans des communautés isolées du monde mais pas les unes des autres. Les bâtiments étaient indépendants, humbles et de petite taille. Selon Sozomène, chaque cellule contenait trois moines. Ils prenaient leur repas dans un réfectoire commun ou dans une salle à manger à 15 heures, heure jusqu'à laquelle ils restaient à jeun. Ils mangeaient en silence, avec leurs capuches si baissées sur leur visage qu'ils ne pouvaient voir rien d'autre que la table au-dessous d'eux. Les moines ne passaient pas leur temps à célébrer des offices religieux ou à étudier les textes : leurs journées étaient essentiellement consacrées au travail manuel. Vers le IVe siècle, Palladius, en visite dans les monastères égyptiens, y trouva environ 300 membres à Panopolis sous la règle de Pacôme, quinze tailleurs, sept forgerons, douze conducteurs de chameaux et quinze tanneurs. Chaque communauté séparée avait son propre oeconomus (économe ou intendant) résidant dans l'établissement principal. Tout le produit du travail des moines lui était confié, puis envoyé à Alexandrie. L'argent récolté par la vente de ces produits permettait d'acheter des boutiques destinées à soutenir financièrement la communauté, les richesses en trop étant distribuées à des fins charitables. Les supérieurs des différents coenobia se rencontraient deux fois par an au monastère principal, sous la présidence d'un archimandrite (« le chef du troupeau », de miandra qui signifie « berger »). Ils devaient en outre, lors de la dernière réunion annuelle, faire le rapport de leur gestion pour l'année passée. Le coenobia de Syrie appartenait à l'institution pâcomienne.
Nous avons appris beaucoup de détails concernant les communautés situées dans les environs d'Antioche grâce aux écrits de saint Jean Chrysostome. Les moines y vivaient dans des huttes séparées, les kalbbia, formant un hameau sur les pentes de la montagne. Sujets d'un abbé, ils observaient la règle commune (ils n'avaient pas de réfectoire, mais ils consommaient une nourriture commune limitée à du pain et de l'eau à la fin de la journée de travail, allongés sur de la paille, parfois devant leurs portes). Ils ne se rejoignaient que quatre fois par jour pour prier et réciter des psaumes.
Chenouté, abbé copte des IVe et Ve siècles, joue un grand rôle dans le monachisme copte. Il a eu jusqu'à deux mille moines et mille huit cents moniales sous ses ordres. La légende raconte qu'il aurait tué un moine de sa propre main, pour cause de désobéissance. Chenouté durcit la règle pachomienne, la trouvant trop douce. Sa règle est la première à comporter une promesse écrite d'obéissance.
Dès le IVe siècle se développe également un système semi-cénobitique avec les laures en Palestine ou dans le désert de Nitrie.
De même des formes extrêmes d'ascèse dans le désert apparaissent chez les ermites :
- stylites,
- dendrites dans les arbres,
- brouteurs d'herbes,
- reclus,
- stationnaires (passant leur vie debout),
- sidérophores (attachés à une lourde chaîne qui les fait se tenir courbés et se déplacer à quatre pattes), etc.[16],[17].

Avec le soutien de Justinien Ier, le monachisme prend une grande importance en Orient. Refuge moral, son pouvoir d'attraction est tel qu'il détourne de l'impôt et des fonctions publiques une partie des forces de l'Empire et devient un véritable contre-pouvoir qui se manifestera lors de la crise de l'iconoclasme.
Moines et moniales cherchent leur nourriture spirituelle dans la solitude, le silence, la méditation et la prière, cependant, le déni de la vie urbaine et du Matérialisme ne peut jamais être complet : la nourriture, les habits et les textes restent une forme de possession matérielle.
Dans l'ensemble, le monachisme chrétien oriental est plus tranché que sa version occidentale dont il capture l'imagination et une forme d'admiration. Par exemple, Siméon le Stylite reste une quarantaine d'années au sommet d'une colonne, s'excluant du village « en dessous » tout en restant au centre. Benoît de Nursie proposa une classification des moines en quatre genres, en considérant deux comme bons (les cénobites et les ermites) et les deux autres comme mauvais ; ces deux derniers sont les gyrovagues, qui mendient et errent, et les sarabaïtes qui ne renoncent pas complètement au principe de possession.

## Monachisme chrétien occidental
Dans l'Europe occidentale, le monachisme fait son apparition à partir du delta du Rhône : Marseille, îles de Lérins, Arles, et remontera dans le couloir rhodanien. De nombreuses figures encore très populaires, ne serait-ce que dans les noms de localités marquent ce monachisme : saint Martin de Tours, évêque de Tours, saint Césaire d'Arles… Ces personnages sont caractéristiques de la première période du monachisme où les abbés les plus fameux devenaient évêques, portant par là-même l'abbaye idéale au rang de modèle tant dans l'architecture que dans la morale, ou la discipline du clergé séculier, c'est-à-dire les prêtres des paroisses. À dater de cette période, les évêques et les abbés sont représentés avec les mêmes attributs : crosse épiscopale, mitre, anneau, et croix pectorale.
Étymologiquement, le moine est celui qui vit seul, mais le mot a pris un sens plus large et s'applique à tous ceux qui se séparent de la société des hommes (le monde) pour se consacrer par la prière au service de Dieu, qu'ils vivent isolés, « ermites » et « anachorètes », ou groupés dans un monastère, « cénobites ». La diversité du monachisme occidental est donc très grande. Le monachisme est la mise en pratique de la parole du Christ : « Si quelqu'un veut être mon disciple, qu'il renonce à lui-même, qu'il se charge de sa croix et qu'il me suive ». Le Christ appelle tous les hommes à la perfection, mais au Moyen Âge, on a tendance à estimer que les seuls qui répondent pleinement à cet idéal de perfection sont les moines.

### Débuts du monachisme chrétien en Occident

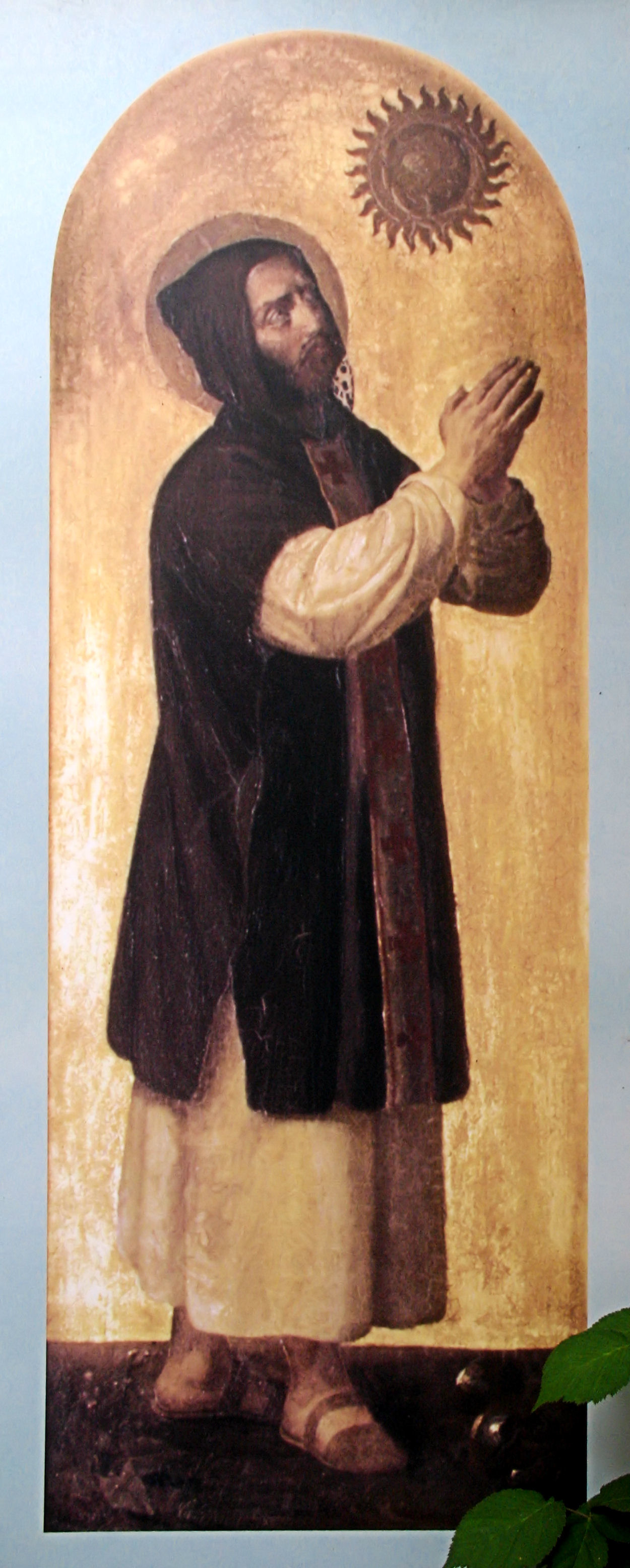
Saint Benoît.

En Occident, dès les premiers siècles, des groupes de chrétiens fervents décidés à répondre pleinement à l'appel de Dieu se retirent du monde. Mais l'historien manque de sources pour connaître avec assez de détails la vie de ces ascètes, hommes et femmes. De ce fait, les historiens ont tendance à privilégier le monachisme chrétien oriental qui dès le début a couché ses règles par écrit. Les plus grands évêques de l'Antiquité tardive, Eusèbe à Verceil, Ambroise de Milan et Augustin d'Hippone, organisent la vie commune pour leurs clercs. Les premiers établissements religieux apparaissent à l’Ouest de l’Empire à partir de la fin du IVe siècle : Honorat à Lérins et de multiples fondations à partir du VIe siècle.
Benoît de Nursie (480-547) fonde un monastère au mont Cassin. Son monde est alors en proie à un certain chaos dû à la chute de l'empire : les céréales ne viennent plus d'Afrique, l'économie est à bout et la population se replie sur les montagnes, ce qui forme une sorte de retour à l'âge de fer. Benoît de Nursie souhaite établir une règle durable pour la vie monastique, et ses monastères sont en particulier conçus pour être auto-suffisants et un modèle économiquement viable ; non seulement font-ils des provisions, mais ils utilisent aussi des forces de commerce, entre autres sur le sel et le vin auquel les moines ont le droit quotidiennement. Sa règle met en avant la valeur du travail, ce qui constitue une différence marquante avec l'esprit de l'antiquité par sa rupture avec la vie aristocratique (dont le travail ne faisait pas partie), et forme donc un des passages dans l'esprit du Moyen Âge.
La règle de saint Benoît fut en particulier diffusée en dehors de l'Italie, étendant son influence dans l'Empire de Charlemagne. Les moines errants sont contraints de se fixer. Charlemagne et son fils Louis le Pieux reconnaissent deux formes d'entrée dans le monastère : la vocation et l'oblation. Les empereurs nomment les abbés à la tête des grands monastères, provoquant parfois le mécontentement des moines.
En Occident, les moines sont pendant le premier millénaire, les fers de lance de l'évangélisation des masses. Ils créent des monastères dans des régions encore païennes. À la fin du IVe siècle, Saint Martin, qui évangélise les campagnes gauloises, avait fondé un monastère à Ligugé, près de Poitiers. Devenu évêque, il organise un autre monastère, en face de la ville dont il est l'évêque, Tours : l'abbaye Saint-Martin à Marmoutier. L'apôtre de l'Irlande, saint Patrick organise au Ve siècle l'Église en ce pays en faisant des monastères le cadre de l'Église de l'île ; certains abbés sont en même temps évêques.
Le pape Grégoire le Grand envoie en 596 des moines pour convertir l'Angleterre ; ils créent des monastères pour assurer l'office dans les cathédrales. L'évangélisation des pays germaniques aux VIIIe et IXe siècles est, elle aussi, l'œuvre des moines.

### Moyen Âge et apogée du monachisme occidental
Dès le Haut Moyen Âge, les fondations se multiplient, dans les faubourgs des villes anciennes, dans les campagnes. Certaines sont même à l'origine de la fondation de noyaux urbains nouveaux comme à Saint-Gall. Les cénobites connaissent un prodigieux succès sur tous les plans. Cependant, les ermites maintiennent la tradition d'une vie entièrement détachée des ambitions terrestres, fidèle à la simplicité évangélique. À Camaldoli et à la Chartreuse, l'érémitisme est tempéré par l'introduction de pratiques cénobitiques. L'austérité de vie des moines, n'atteint jamais les records de pénitence établis en Orient.

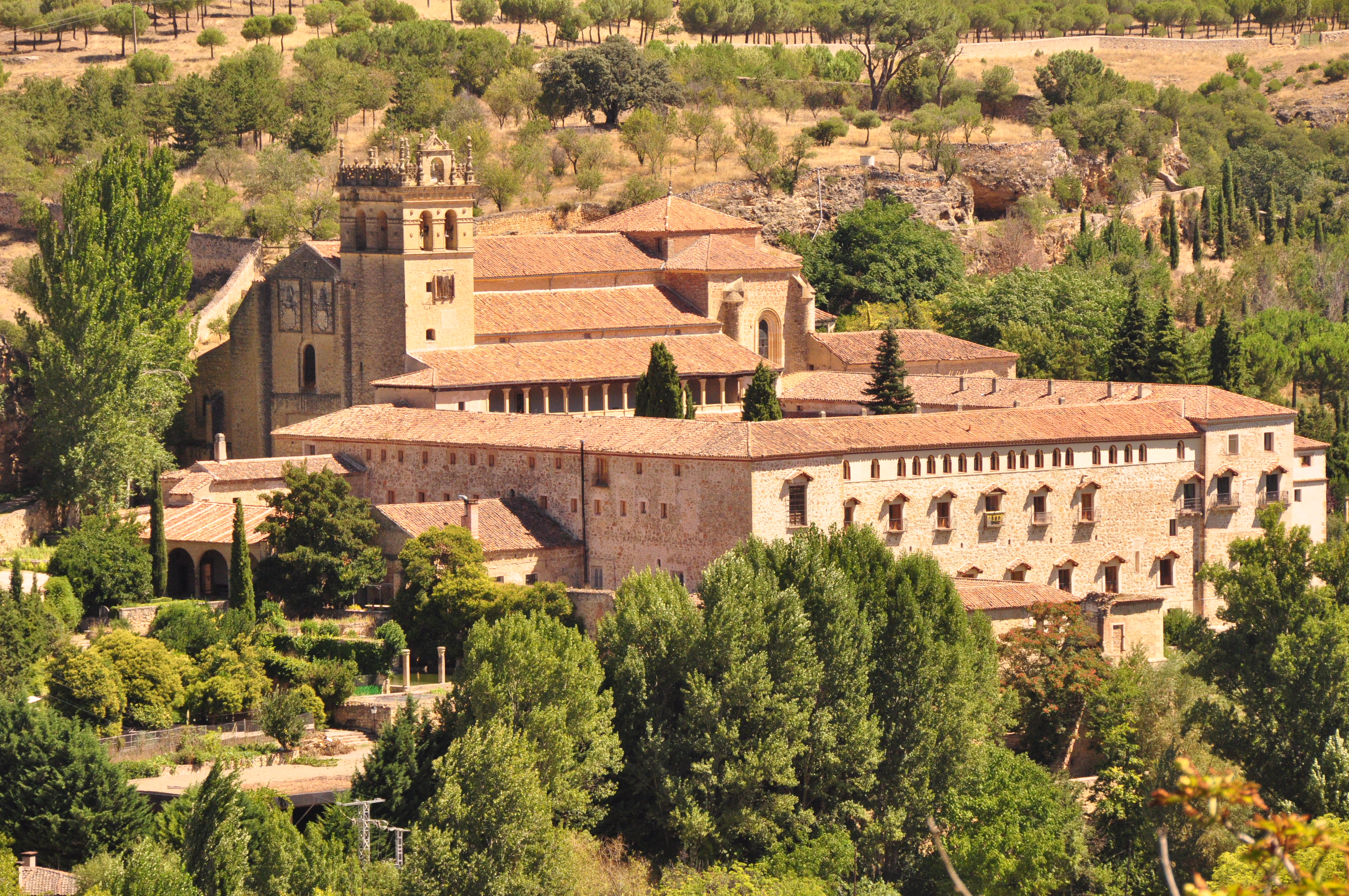
Le monastère de Sainte-Marie del Parral, près de Ségovie (Espagne) des moines de l'ordre de Saint-Jérôme

Au début du Xe siècle, naît en l'Église catholique la volonté de réformer l'ordre monastique. Cette restauration s'appuie sur la Règle de saint Benoît : inspirée par la réforme grégorienne, elle promeut ascétisme, pauvreté, rigueur liturgique et érige, dans une certaine mesure, le travail manuel comme une valeur cardinale. Ce renouveau monastique, symbolisé par l'Ordre clunisien, l'ordre des chartreux, de Grandmont ou de Fontevraud, l'Ordre cistercien, se développe au XIe et XIIe siècles. L'âge d'or du monachisme, en Occident, est ainsi le Moyen Âge qui voit la fondation de nombreux ordres religieux ainsi que la construction de très nombreux monastères (ou abbayes). Dotées de vastes territoires, ces communautés ont contribué de façon importante à façonner le paysage rural par le défrichement des forêts (en particulier par les moines cisterciens), la mise en culture... Le monachisme a été aussi un des vecteurs les plus importants de la culture, la plupart des livres manuscrits étaient en effet, avant l'invention de l'imprimerie, recopiés à la main par des moines. À la Chartreuse, à Vallombreuse et à Cîteaux, deux groupes distincts apparaissent à l'intérieur du monastère, les clercs auxquels on réserve le nom de moines et les laïcs qui reçoivent le nom de convers. Le monachisme atteint son apogée au XIIe siècle, époque qui voit les principaux ordres encore accordés à une société rurale et féodale : la réforme grégorienne qui  profite aux ordres par des restitutions d'églises et des cessions de domaine, et les grandes réformes souvent inspirées par un idéal de retour à l'austérité en réaction contre le relâchement de la règle bénédictine (réforme clunisienne, cistercienne, cartusienne) donnent naissance à de véritables « empires monastiques » (Cluny, Marmoutier, Saint-Victor de Marseille, Saint-Denis, Fontevraud, Cîteaux…), réseaux centralisés d'abbaye et de prieurés visant à être indépendants du pouvoir temporel des seigneurs et de la juridiction des évêques. Les ordres militaires établissent également un hiérarchie administrative et des instruments de contrôle de leur réseau de maisons rassemblant autour d'elles un important patrimoine foncier. Mais le succès de ces empires ne doit pas masquer que la majorité des monastères à cette époque se présentent disséminés, sans lien précis. Conservant leur autonomie qui leur permet de s'adapter aux conditions particulières de chaque pays et de chaque époque, ils sont sans pouvoir unifié.
Le IVe concile du Latran de 1215 décide que toute nouvelle maison religieuse doit adopter une règle déjà reconnue, celles de Saint Basile, de Saint Augustin ou de Saint Benoît.

### Déclin
Des signes de déclin apparaissent à la fin du XIIIe siècle, en lien avec les nombreuses difficultés qui affectent le monde des moines : effondrement des revenus fonciers, crise démographique qui soulève des problèmes de recrutement et une baisse de la qualité des recrues (ce qui peut expliquer un certain relâchement de la règle), développement du régime de la commende. La pression des « empires monastiques conquérants » entraîne le développement d'un nouvel ordre religieux, les chanoines réguliers qui entrent en concurrence avec les moines sur le plan ecclésiologique, social, politique et économique. Les écoles des ordres monastiques sont supplantées par les universités où brillent les ordres mendiants qui attirent davantage les vocations. Ces ordres nouveaux qui s'ajustent aux villes naissantes gardent des anciennes règles, la célébration de l'office en commun et l'abstinence de viandes. Par la suite, les ordres anciens, de tradition purement cénobites, et les ordres nouveaux, orientés vers des activités apostoliques ou charitables, ne cessent de s'influencer.

## Monachisme guerrier
Les ordres militaires, en tous les cas, les trois grands ordres, Templiers, Hospitaliers et Teutoniques, sont d'abord composés de frères ou de moines qui prononcent des vœux religieux et vivent sous une règle monastique avec la particularité « d’allier la vie monastique avec le métier des armes ». C'est la règle qui fait l'ordre : les Hospitaliers suivent la règle de saint Augustin, les Templiers la règle de saint Benoit et les ordres de Calatrava, d'Alcantara et d'Aviz suivent la même que Citeaux.
Jean-Loup Lemaître écrit que « le concept d'« ordre religieux » est relativement récent, que les classifications modernes ne sont pas celles d'autrefois : ordo monasticus, ordo canonicus désignèrent au Moyen Âge un mode de vie régi par l'une des trois règles retenues lors des synodes d'Aix-la-Chapelle de 816-817 - celles de Basile, de Benoit et Augustin, auxquelles allait s'ajouter au XIIe siècle celle de François d'Assise - et par l'« institution » (institutio), qui rassemblait les textes réglementant la pratique liturgique et la vie communautaire, autrement dit l'« observance » - « ordinaires », « coutumiers », « constitutions » et « statuts ». ».
Avec les croisades « pour la première fois dans l'histoire de la chrétienté, des soldats vivaient comme des moines » ou vivaient en moines. Les Hospitaliers faisaient vœu de pauvreté, chasteté et obéissance, c'est seulement à partir de 1136 que leur activité militaire est attestée, la vie spirituelle était enrichie par leur dévouement aux malades et aux pauvres. Au départ, les Templiers avaient pour idéal la vie monastique, mais le service de la milice interrompait une existence essentiellement ascétique. Les Teutoniques avaient un mode de vie avec une règle similaire aux Templiers, avec une clause concernant le travail hospitalier qu'ils tenaient des Hospitaliers qui les avaient hébergés. Les frères vivaient dans les places fortes une existence religieuse et militaire.

## Monachisme protestant
En 1841 le pasteur Antoine Vermeil et Caroline Malvesin fondent la communauté des diaconesses de Reuilly, aujourd'hui implantée principalement à Versailles. Les diaconesses sont particulièrement actives dans le domaine de la santé. Elles furent les pionnières des soins-palliatifs en France.
En 1940, Roger Schütz fonde une communauté à Taizé, qui devient progressivement œcuménique. Dans son sillage en 1944, des sœurs fondent en Suisse la communauté de Grandchamp.
En 1950, Antoinette Butte fonde la communauté de Pomeyrol à Saint-Étienne-du-Grès.
Ces communautés sont reconnues par l’Église Protestante Unie de France.

## Vie monastique

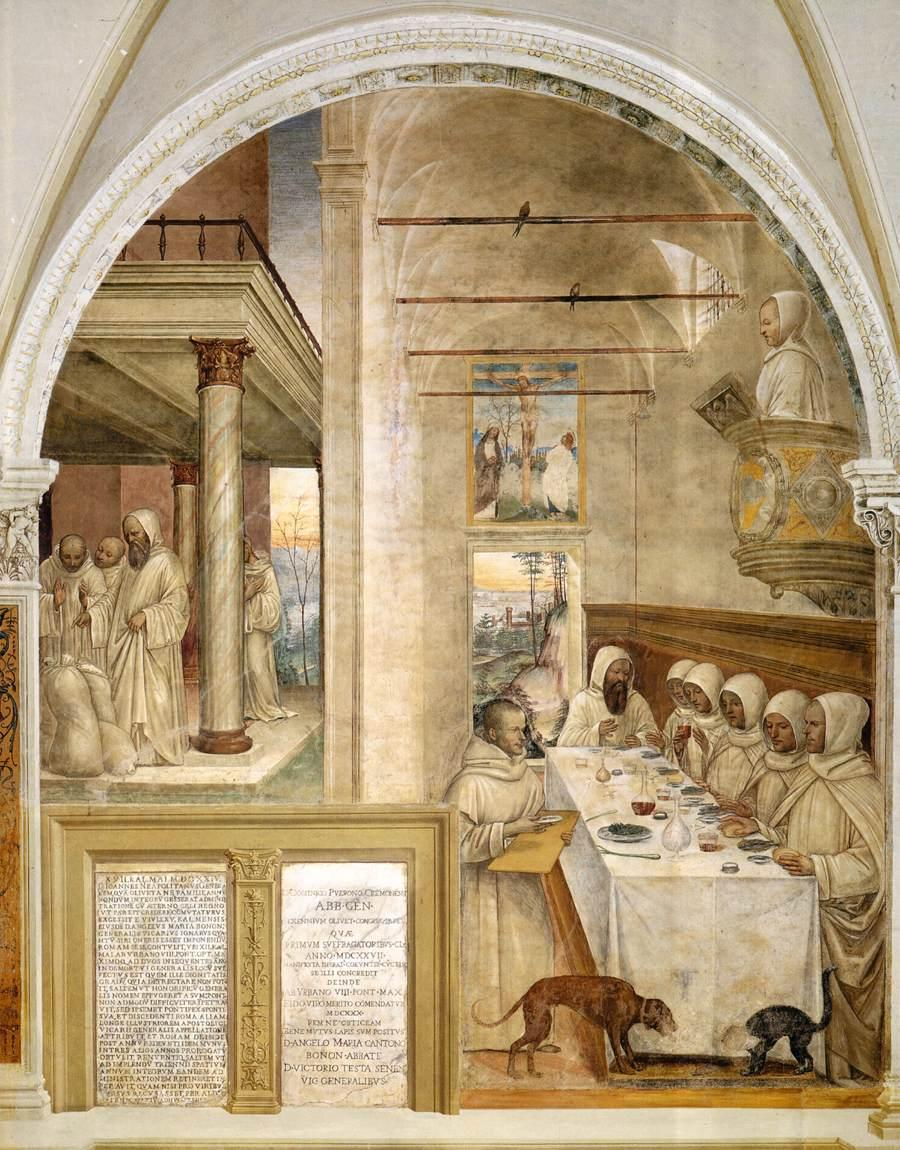
Le respect du silence est impératif dans le réfectoire des moines (peinture du Sodoma, XVIe siècle).

La discipline caractérise la vie monastique depuis l'origine. Selon Michel Foucault, cette discipline monastique aurait joué un rôle dans l'expansion et l'organisation (encadrement, découpage du temps et architecture interne)  des institutions disciplinaires modernes (prisons, armées, écoles, ateliers).
L'exigence de silence qui convient à la prière, à l'étude et au recueillement dans certains ordres monastiques (bénédictins, cisterciens), n'empêche pas l'existence d'espaces de la parole (couloirs, cloître, cuisine, cellier, chapitre, espaces de travail en commun…). Cette exigence s'applique strictement dans certains lieux (église, dortoir, réfectoire) comme le précisent les coutumiers qui complètent les règles monastiques, ce qui incite les moines à développer, dès le Xe siècle, une langue des signes pour communiquer.
L'alimentation monastique, largement végétarienne, est marquée par la trilogie pain-légumes-poisson. L'eau est la boisson ordinaire des moines, complétée selon la règle bénédictine par une hémine de vin et le double de bière. Elle est encadrée par différentes prescriptions (commandements ou interdictions) formulées dans les règles et les constitutions. Sauf temps d'interdit liturgique, le nombre de repas quotidiens est limité à un l'été et deux l'hiver (un au milieu de journée, le prandium, l'autre en début de soirée, le collatio ou cena). Chacun moine a droit à deux plats cuits et une livre de pain. Le fait que les interdits soient souvent rappelés dans les textes normatifs montre de manière indirecte combien ils sont mal respectés.
La journée des moines est rythmée par trois à huit offices selon les ordres monastiques. Signalés par le son de la cloche, ces offices ont des horaires qui s'adaptent aux saisons car ils sont calculés par rapport au début du jour ou au début de la nuit, se répartissant avec un écart de trois heures au plus entre chacun. Les heures restantes sont occupées par les messes célébrées le dimanche et lors des fête solennelles, les messes privées (notamment les offices des défunts pour les bienfaiteurs séculiers du monastère), la Lectio divina, la prière individuelle (lors des messes privées ou des moments de recueillement) ou collective (lors des repas, dans le cloître), le travail (manuel ou intellectuel), le repas et les temps de repos, dont les horaires et la durée sont fonction de la saison ainsi que du calendrier des fêtes religieuses.

## Galerie

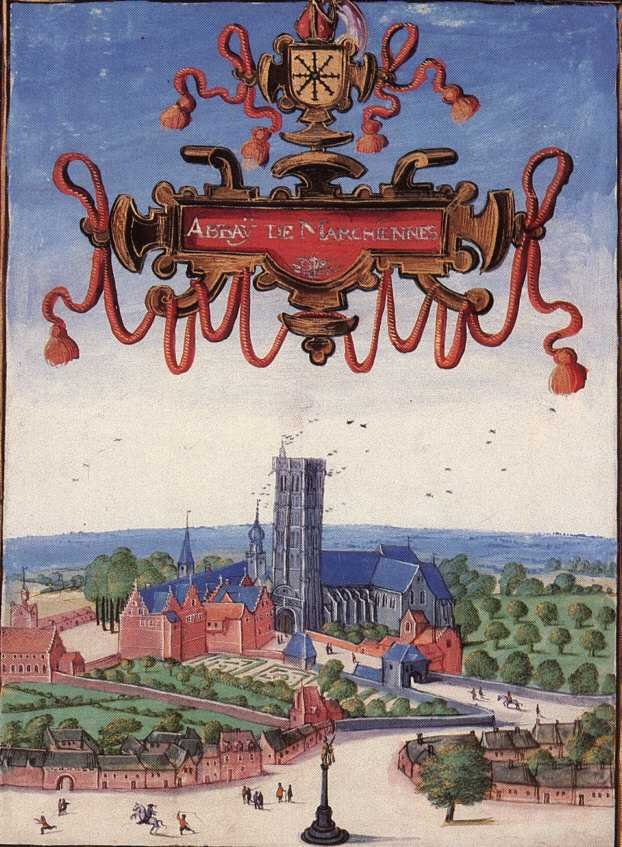
L'abbaye de Marchiennes, Nord.
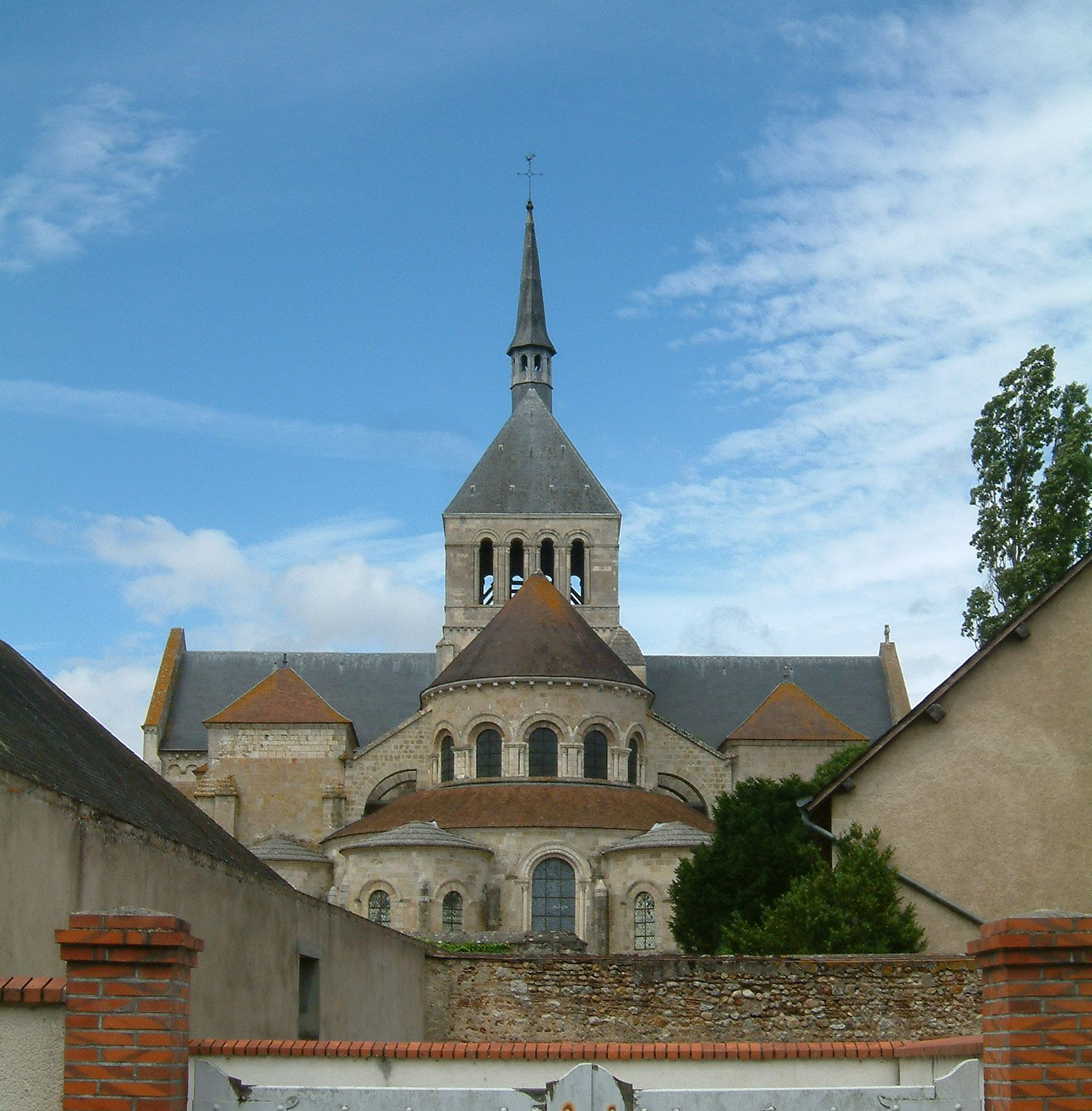
L'abbaye de Saint-Benoît-sur-Loire, Loiret.
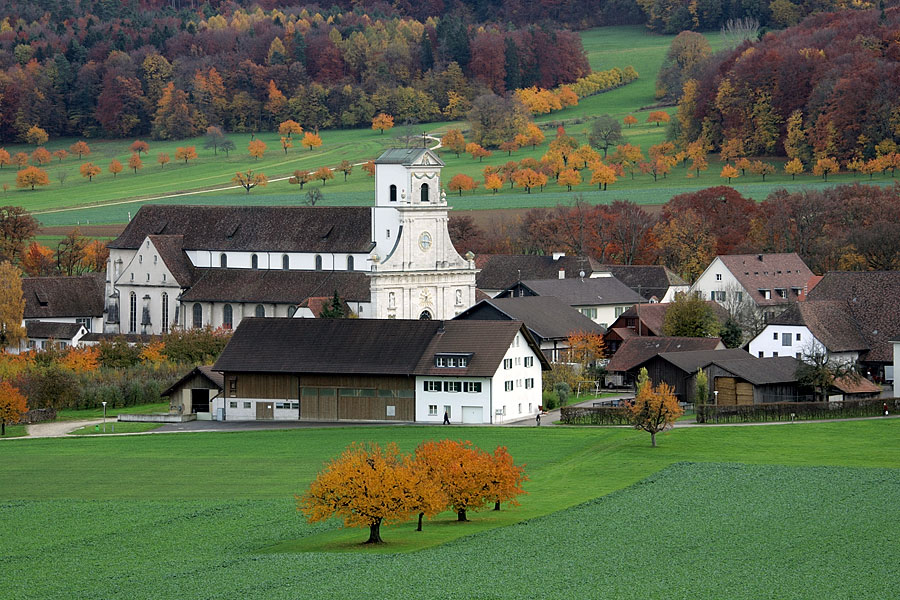
L'abbaye bénédictine N.-D. de la Pierre, Suisse.
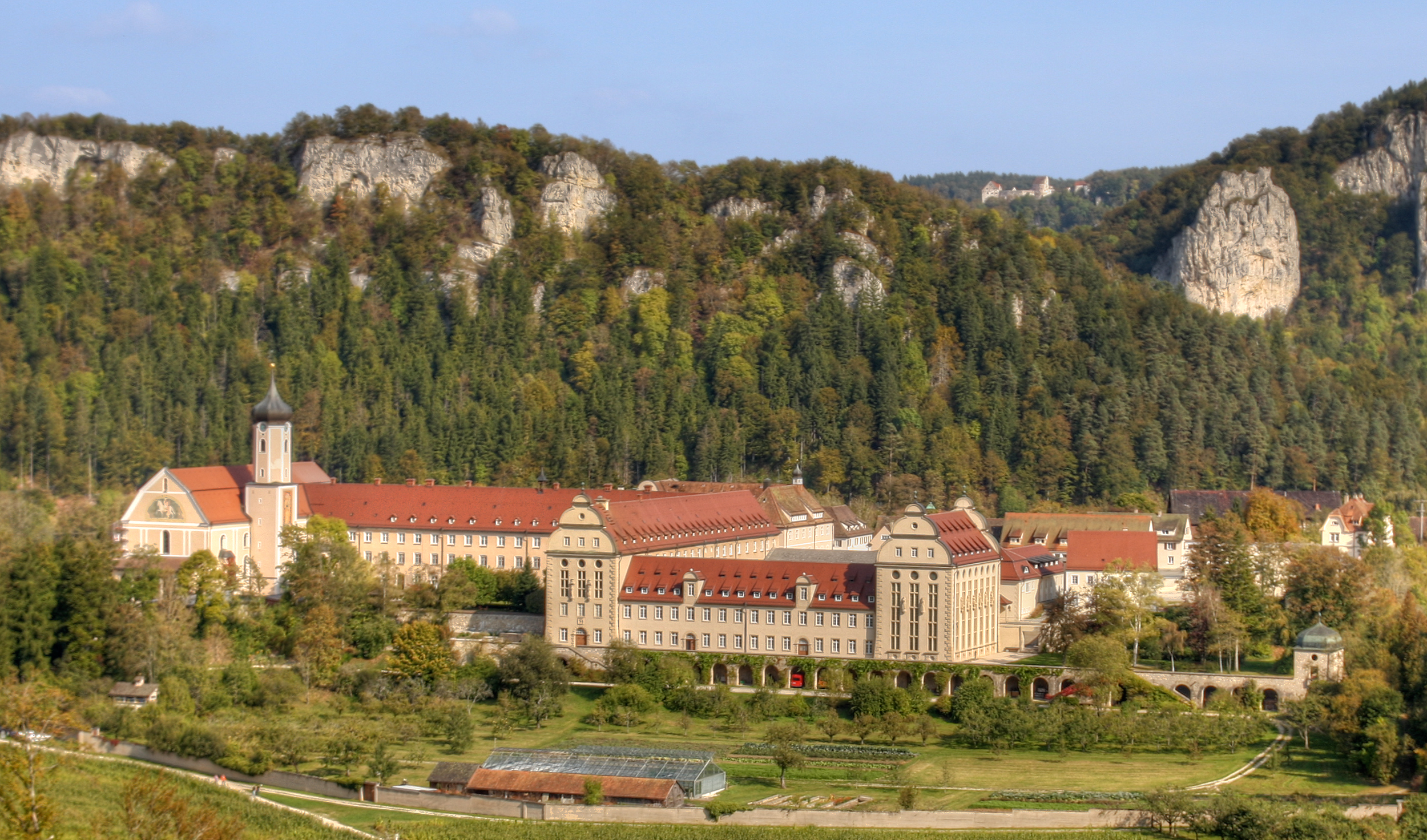
L'archi-abbaye de Beuron, Allemagne.
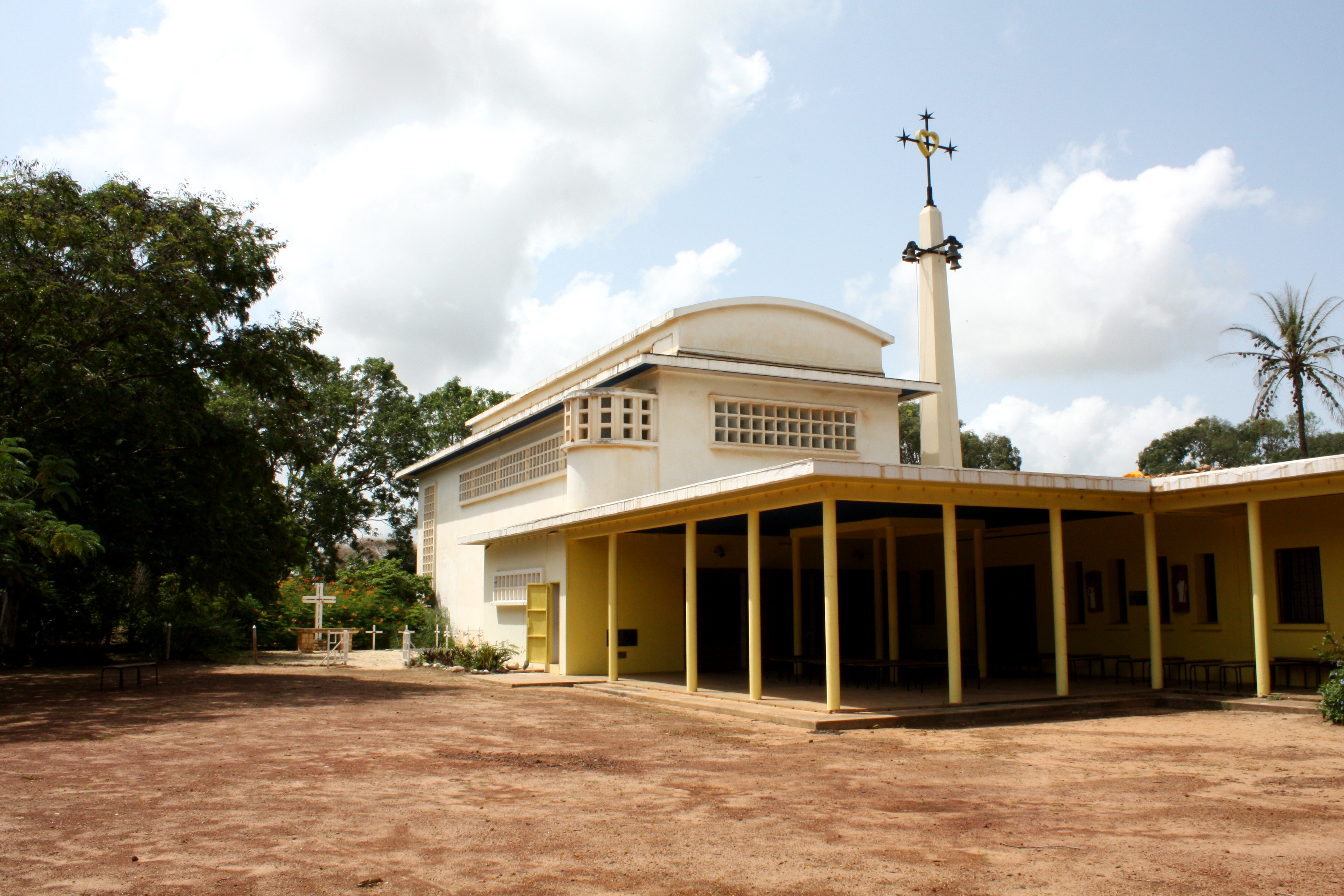
L'abbaye de Keur Moussa, Sénégal.